# Tallsjön, Småland
Tallsjön är en sjö i Vimmerby kommun i Småland och ingår i Botorpsströmmens huvudavrinningsområde. Sjön har en area på 0,0836 kvadratkilometer och ligger 105,1 meter över havet. Sjön avvattnas av vattendraget Isnäsström (Yxeredsån).

## Delavrinningsområde
Tallsjön ingår i det delavrinningsområde (640260-151123) som SMHI kallar för Inloppet i Bruksdammen. Medelhöjden är 132 meter över havet och ytan är 29,8 kvadratkilometer. Det finns ett avrinningsområde uppströms, och räknas det in blir den ackumulerade arean 80,45 kvadratkilometer. Isnäsström (Yxeredsån) som avvattnar avrinningsområdet har biflödesordning 2, vilket innebär att vattnet flödar genom totalt 2 vattendrag innan det når havet efter 54 kilometer. Avrinningsområdet består mestadels av skog (74 %) och jordbruk (17 %). Avrinningsområdet har 0,08 kvadratkilometer vattenytor vilket ger det en sjöprocent på 0,3 %.